# Килин, Устин Филиппович
Устин Филиппович Килин (13 июля 1914, Килинск, Томская губерния — 20 июля 2002, Владивосток) — наводчик орудия 400-го отд. истребительно-противотанкового дивизиона (370-я стрелковая дивизия, 69-я армия, 1-й Белорусский фронт), младший сержант.

## Биография
Устин Филиппович Килин родился в крестьянской семье в посёлке Килинский (ныне — в Новокузнецком районе Кемеровской области). Окончил 2 класса школы. Работал в Красноярском крае на прииске Старониколаевский.
В августе 1941 года Северо-Енисейским райвоенкоматом Красноярского края он был призван в ряды Красной армии. С ноября 1942 года на фронтах Великой Отечественной войны.
В бою за деревню Лаухино Килин в составе расчёта работал заряжающим и подносчиком снарядов. Под непрерывным огнём противника он обеспечивал бесперебойную доставку снарядов на позицию орудия Приказом по 370-й стрелковой дивизии от 2 июля 1944 года он был награждён медалью «За отвагу».
С 18 по 28 июля 1944 года наводчик орудия младший сержант Килин при форсировании реки Западный Буг в районе деревни Хусынне (Польша) огнём орудия прямой наводкой подавил несколько огневых точек противника и обеспечил успешный действия батареи. При взятии города Хелм ворвался одним из первых в город, захватил в плен двух солдат противника, уничтожил 2 пулемётные точки, автомашину и противотанковое орудие. Приказом по 370 стрелковой дивизии от 24 августа 1944 года он был награждён орденом Славы 3-й степени.
При прорыве обороны 14 января 1945 года противника у населённого пункта Соснув восточнее Радома младший сержант Килин подавил огневую точку противника и уничтожил несколько солдат противника. Приказом по 69-й армии от 22 февраля 1945 года он был награждён орденом Славы 2-й степени.
10 марта 1945 года младший сержант Килин в бою севернее Лебуса огнём своего орудия разбил дзот и сжёг 2 дома с засевшими в них солдатами противника. Приказом по 370-й стрелковой дивизии от 8 апреля 1945 года он был награждён орденом Красной Звезды.
16 апреля 1944 года младший сержант Килин в бою на левом берегу реки Одер в 6 км севернее города Франкфурт-на-Одере разрушил дзот, подавил пулемёт, уничтожил свыше 10 солдат противника. Указом Президиума Верховного Совета СССР от 15 мая 1946 года он был награждён орденом Славы 1-й степени.
Старший сержант Килин был демобилизован в октябре 1945 года. Работал на угольной шахте в Кировской области, на лесосплаве в Туве. В 1957 году переехал в село Чугуевка Чугуевского района Приморского края. Работал кочегаром, плотником. В 1987 году поселился во Владивостоке.
Скончался Устин Филиппович Килин 20 июля 2002 года, похоронен на Морском кладбище Владивостока.

## Память
- На доме по улице Борисенко, где жил У. Ф. Килин, установлена памятная доска.